# Степень точки относительно окружности

Степень внешней точки относительно окружности равна

Степень точки относительно окружности — величина {\displaystyle d^{2}-R^{2}}, где {\displaystyle d} — расстояние от точки до центра окружности, a {\displaystyle R} — радиус окружности.
По этому определению точки внутри круга имеют отрицательные степени, точки вне круга имеют положительные степени, а точки на окружности имеют нулевую степень. Для точки, лежащей вне окружности, из теоремы Пифагора следует, что степень точки относительно окружности есть квадрат длины касательной, проведённой из данной точки к данной окружности.
Степень точки также известна как степень окружности или степень круга относительно точки.

## Свойства

Теорема о двух секущих:

- Если прямая, проходящая через точку {\displaystyle A}, пересекает окружность {\displaystyle \Gamma } в точках {\displaystyle B} и {\displaystyle C}, то степень {\displaystyle A} относительно {\displaystyle \Gamma } равна {\displaystyle \pm AB\cdot AC}; в этой формуле стоит «+» если {\displaystyle A} лежит снаружи {\displaystyle \Gamma } и «-» если внутри. В частности,
  - (Теорема о двух секущих) Если из точки, лежащей вне окружности, проведены две секущие, то произведение одной секущей на её внешнюю часть равно произведению другой секущей на её внешнюю часть: {\displaystyle AB\cdot AC=AD\cdot AE} (рис.).
  - (Теорема о секущей и касательной) Если из одной точки проведены к окружности касательная и секущая, то произведение всей секущей на её внешнюю часть равно квадрату касательной.

## Связанные определения
- Для двух не концентрических окружностей геометрическое место точек Р, для которых степени относительно обеих окружностей равны, является прямой, называемой радикальной осью окружностей.

- Для трёх окружностей, центры которых не лежат на одной прямой, существует единственная точка, такая, что её степени относительно всех трёх окружностей равны. Эта точка называется радикальным центром трёх окружностей.

- Со степенью точки относительно окружности тесно связано понятие Инверсное расстояние.

## История
Термин «степень» в этом значении был впервые употреблён Якобом Штейнером.

## Вариации и обобщения
- Аналогично определяется степень точки относительно сферы в {\displaystyle n}-мерном евклидовом пространстве.